# AZS Warszawa
AZS Warszawa (Akademicki Związek Sportowy Warszawa) – wielosekcyjny polski uczelniany klub sportowy z siedzibą w Warszawie. Po rozwiązanu klubu spadkobiercami jego tradycji zostały, powstałe w tym samym czasie kluby uczelniane AZS warszawskich uczelni, między innymi AZS Politechnika Warszawska i AZS Uniwersytet Warszawski.

## Historia

### Chronologia nazw
- 1919: Akademicki Związek Sportowy (AZS) Warszawa
- 1949: Akademickie Zrzeszenie Sportowe (AZS) Warszawa
- 1957: Akademicki Związek Sportowy (AZS) Warszawa

### Powstanie
Warszawa była drugim po Krakowie ośrodkiem akademickim, w którym powstał miejscowy AZS. Formalne działanie klub rozpoczął 19 grudnia 1919 roku, po serii zebrań założycielskich, które rozpoczęły się jesienią 1919 roku.
Tymczasowy Komitet Organizacyjny AZS Warszawa został powołany już w 1915 roku, jednak dowództwo wojsk Cesarstwa Niemieckiego, które wkroczyło w 1915 roku do Warszawy nie wyrażało zgody na funkcjonowanie dużej organizacji studenckiej, mającej poza sportowym także niepodległościowy charakter. Wobec zakazu okupanta, na każdej z wyższych uczelni powstały w latach 1916-1917 odrębne stowarzyszenia sportowe. Jednostki te przybrały różne nazwy:
- Związek Sportowy Słuchaczów Politechniki na Politechnice
- Uniwersytecki Związek Sportowy na Uniwersytecie
- koło sportowe na Wyższej Szkole Handlowej
- koło sportowe na Wyższej Szkole Gospodarstwa Wiejskiego

Po wycofaniu się z Warszawy wojsk niemieckich oraz odzyskaniu przez Polskę niepodległości w 1918 roku podjęto decyzję o połączeniu w jeden klub wszystkich istniejących w stolicy uczelnianych stowarzyszeń sportowych. Dokonano tego w gmachu Prorektorskim Uniwersytetu Warszawskiego późną jesienią 1919 roku.

## Sekcje

### Boks
Protoplastą sekcji bokserskiej był Akademicki Związek Bokserski. Ten powstał przed 1924 rokiem, by jeszcze przed 1930 rokiem stać się sekcją AZS Warszawa.
Sekcja nie odnosiła znaczących sukcesów w Polsce.

### Hokej na lodzie
Sekcja powstała w 1922. Była to jedna z pierwszych, obok Polonii Warszawa, drużyna hokejowa w Polsce. Początkowo treningi odbywały się na lodowisku w parku Łazienkowskim, później przy ulicy Karowej i ostatecznie na Dynasach, gdzie hokeiści pozostali na wiele lat.
Sekcja była jedną z najlepszych drużyn hokejowych lat 20. i 30. XX wieku. Drużyna została w 1927 pierwszym w historii Mistrzem Polski, tytuł mistrzowski obronili w kolejnych czterech edycjach mistrzostw (1928, 1929, 1930, 1931). W 1927 drużyna została uznana za piątą drużynę hokejową w Europie.
AZS Warszawa w 1924, wraz z Polonią Warszawa, WTŁ i Warszawianką założyli Polski Związek Hokeja na Lodzie.
Zawodnicy drużyny hokejowej AZS Warszawa przez wiele lat stanowili trzon reprezentacji. W 1926 hokeiści AZS Warszawa jako reprezentacja Polski wyjechali na Mistrzostwa Europy do Davos, w których przegrali 1:2 z Francją i Austrią. Wkrotce potem drużyna AZS rozegrała w Sztokholmie finał Igrzysk Północnych remisując z miejscowym zespołem Djurgården 3:3 (1:2).
W kadrze na Mistrzostwa Europy w Wiedniu w 1927 po raz kolejny znaleźli się niemal sami zawodnicy warszawskiego klubu. Polacy w turnieju zajęli czwarte miejsce. W 1928 AZS zdobył akademickie mistrzostwo świata.
Hokeiści AZS wielokrotnie uczestniczyli w międzynarodowych tournée: w Szwajcarii (1924), w Austrii i Czechosłowacji (1926), w Szwecji (1927).
Do wybuchu II wojny światowej AZS nadal był liczącym się zespołem hokejowym. Jednak po 1931 w lidze zaczynają dominować inne zespoły.
Po zakończeniu wojny sekcję reaktywowano już w 1945. Jednak nie potrafiła ona nawiązać do przedwojennych sukcesów. W dużej mierze wpłynęła na to obecność w Warszawie CWKS/Legii, który zgromadził wokół siebie starych reprezentantów oraz wykorzystywali fakt bycia klubem wojskowym do ściągania do siebie wszystkich zdolnych młodych graczy. Sekcja do 1948 trenowała sama, później trenerem został dr Eugeniusz Zarzycki. Później szkolił ją Jerzy Zarzycki. W 1956 AZS grał w II lidze, a w 1957 powrócił na jeden sezon do I ligi.
Kilka lat później sekcja przestała istnieć.

### Hokej na trawie
Sekcja powstała w 1951 roku. Nigdy nie odniosła większych sukcesów i została zlikwidowana w 1956 roku.

### Kajakarstwo
Warszawski AZS był czwartym po AZS Kraków, AZS Lwów i AZS Wilno, w którym powstała sekcja kajakarstwa. Przez wiele lat była to sekcja o charakterze turystycznym. Gdy sekcje kajakarskie w pozostałych AZS-ach zaczęły stawiać na wyczynowe uprawianie tego sportu, warszawska sekcja przestała odgrywać znaczącą rolę.

### Kolarstwo
Sekcja kolarska w AZS Warszawa powstała niezwykle późno, bo dopiero w 1951 roku. Liczyła ona wówczas 82 członków. Decyzją ZG AZS w 1957 roku sekcja ta w większości ośrodków, w tym w warszawskim, została zlikwidowana.

### Koszykówka
Sekcje koszykówki mężczyzn i kobiet powstały bardzo wcześnie, bo zaledwie kilka lat po pojawieniu się tej dyscypliny w Polsce. Już w 1928 roku koszykarki zdobyły Mistrzostwo Warszawy. Rok później były wicemistrzyniami Polski, a w 1930 roku zdobyły Mistrzostwo.
W 1930 roku koszykarze AZS Warszawa zagrali serię spotkań towarzyskich z drużynami estońskimi i łotewskimi. Także po wojnie koszykarze i koszykarki rywalizowali z zagranicznymi klubami i reprezentacjami.
Po wojnie sekcję reaktywowano w 1946 roku, a już w 1947 roku zdobył podwójne Mistrzostwo Polski. Gdy powstały profesjonalne ligi państwowe koszykarzom AZS nie szło tak dobrze i tylko raz zajęli miejsce na podium (3. w sezonie 1954/1955). 
Kres poważnego funkcjonowania sekcji nastaje w 1950 roku. AZS Warszawa od kilku lat skupiał się na szkoleniu juniorskiej młodzieży, a rozgrywki ligowe stały się bardziej wyczynowe. W 1950 roku mężczyźni, a rok później kobiety, zdobywają ostatnie tytuły mistrzowskie dla AZS Warszawa. W 1952 roku następuje reorganizacja sportowa i miejsce AZS Warszawa w lidze męskiej i żeńskiej zajmuje AZS-AWF Warszawa.

### Lekka atletyka
Lekka atletyka była jedną z sekcji, które istniały od momentu połączenia kół sportowych poszczególnych uczelni. W okresie międzywojennym AZS Warszawa dysponował niezwykle szeroką kadrą zawodniczą, sztabem trenerskim oraz zapleczem sportowym.
Od 1922 roku, w każdych Mistrzostwach Polski zawodnicy AZS Warszawa zdobywali przynajmniej kilka złotych medali. Aż do 1933 roku lekkoatleci z Warszawy nie mieli w Polsce poważnej konkurencji. Później do głosu stopniowo zaczęli dochodzić sportowcy z innych AZS-ów.
Po wojnie stolica utraciła ostatecznie znaczenie w lekkiej atletyce, zaś zawodnicy stołecznej sekcji tylko kilka razy stawali na podium Mistrzostw Polski.

### Łyżwiarstwo
Sekcja powstała równocześnie z sekcją hokeja na lodzie w 1922 roku. Jednak przez pierwsze lata jest to sekcja mniej rozwijana. Dopiero pojawienie się w stołecznym klubie Janusza Kalbarczyka dało impuls do rozwoju tej dyscypliny. Do wybuchu wojny w Warszawie i Polsce najlepsze były sekcje łyżwiarskie w AZS i Polonii. Nie zmienił tego nawet fakt, że AZS w 1935 roku został usunięty z listy członków Polskiego Związku Łyżwiarskiego.
Po wojnie sekcji łyżwiarskiej w AZS Warszawa nie reaktywowano.

### Narciarstwo
Sekcja powstała w 1922 roku. Początkowo miała charakter wyłącznie turystyczny. W 1923 roku zostaje członkiem PZN, a rok później członkiem pełnoprawnym.
Po wojnie sekcja została reaktywowana na przełomie 1945 i 1946 roku. Po reorganizacji sportu w Polsce AZS Warszawa wraz z innymi AZS-ami z centralnej i północnej Polski przestawia się na narciarstwo klasyczne.

### Piłka nożna
Sekcja powstała w 1928 roku. Od momentu założenia aż do 1936 roku I zespół grał w warszawskiej A klasie (2. poziom ligowy). W 1932 roku drużyna triumfowała w warszawskich rozgrywkach. W latach 1937–1939 grał w zreorganizowanej warszawskiej A klasie (3. poziom ligowy).
Po wojnie sekcja działała w latach 1945-1954. W jej skład wchodzili niemal wyłącznie studenci z Politechniki, którzy zdołali z klasy C (4. poziom) awansować do II ligi.

### Piłka ręczna
Protoplasta sekcji - sekcja hazeny - powstała w 1930 roku. Już w tym samym roku hazenistki AZS Warszawa zdobyły Mistrzostwo Polski, zaś grający w hazenę wspólnie koszykarze, piłkarze nożni i lekkoatleci w drużynie męskiej dali możliwość stworzenia w Warszawie prawdziwej sekcji piłki ręcznej. W 1938 roku szczypiorniści zajęli II miejsce w Mistrzostwach Polski, rok później III miejsce.
Po wojnie AZS Warszawa w 1946 roku ponownie zdobywa wicemistrzostwo, mając w swoim składzie zawodników z innych sekcji sportów zespołowych. Po powstaniu ligi AZS wchodzi do niej, jednak bardzo szybko się z niej wycofuje ze względów finansowych.
Mecze międzynarodowe inaugurował w Polsce właśnie zespół AZS Warszawa. W 1934 roku do Warszawy przyjeżdża klub z Rzeszy Niemieckiej Deutschen Studentenschaft, zaś w kolejnych latach Turngemeide Królewiec i ponownie D.S.

### Piłka wodna
Sekcja powstała około 1923 roku. W Mistrzostwach Polski w 1925 roku drużyna zajęła III miejsce, a w latach 1927-1930 zajęła cztery razy z rzędu II miejsce. Wysoki poziom waterpoliści AZS Warszawa utrzymywali aż do wybuchu wojny.

### Pływanie
Sekcja powstała w latach 20. XX wieku. Od razu stała się jednym z najważniejszych ośrodków pływackich w Polsce, a od 1926 roku była najsilniejszym klubem pływackim w Polsce. Doskonale pokazywały to wyniki na pływackich mistrzostwach Polski. Zdecydowanie silniejsza była ekipa męska, chociaż także i damska znajdowała się stale w czołówce krajowej.
Pływacy klubu wielokrotnie z sukcesami reprezentowali Polskę na zawodach międzynarodowych różnego szczebla.
Po wojnie sekcja nie powróciła do dawnej świetności i z powodu braku obiektów całorocznych znacząco ograniczyła swoją działalność.

### Rugby
Sekcja powstała w 1924 roku. W pierwszych latach rywalizowała w Warszawie z drużyną Orzeł Biały. Problemy finansowe, brak zainteresowania i boisk, kadry trenerskiej spowodowały, że sekcja bez większych sukcesów została rozwiązana w 1928 roku.

### Siatkówka
Sekcja powstała w 1924 roku (drużyna męska). Żeński zespół powstał w 1928 roku. Są to najstarsze drużyny klubowe siatkówki w Europie. Pierwszymi zawodnikami sekcji byli uczniowie szkół średnich oraz studenci Politechniki.
Do momentu powstania ligi krajowej AZS organizował dużą liczbę spotkań towarzyskich i turniejów regionalnych. W 1929 roku rozegrano pierwsze Mistrzostwa Polski, w których AZS zajął II miejsce. W kolejnych latach II RP obie drużyny należały do krajowej czołówki i wiele razy rozgrywki kończyły na podium. W 1934 roku dziesięć lat istnienia sekcji zostaje ukoronowane podwójnym Mistrzostwem Warszawy, Mistrzostwem Polski mężczyzn, Mistrzostwem Polski kobiet, Pucharem Polski mężczyzn i Pucharem Polski kobiet.
W 1930 roku siatkarze wyjechali na turniej do Czechosłowacji. W styczniu 1931 roku do Warszawy przyjeżdża na mecz łotewski LUPS, a później także czechosłowacki Strakova Akademia Praha i estoński SK Kalev Tallin.
Od momentu powstania reprezentacji męskiej oraz reprezentacji kobiecej jej trzon stanowili zawodnicy AZS Warszawa. W przypadku drużyny kobiet występowała ona także pod szyldem reprezentacji Warszawy w międzynarodowych rozgrywkach.
W latach okupacji niemieckiej drużyna nie zaprzestała funkcjonowania, jednak jej aktywność zmalała niemal do minimum. Członkowie sekcji organizowali różnego rodzaju zawody na przedmieściach Warszawy lub w podwarszawskich miejscowościach.
Po zakończeniu wojny sekcja zostaje reaktywowana jeszcze przed odtworzeniem struktury całego AZS. Za sprawą AZS w 1946 roku do Polski przyjechały zespoły z Czechosłowacji. Z inicjatywy środowisk siatkarskich Polski (zwłaszcza warszawskiego AZS), Czechosłowacji oraz Francji w 1947 roku powołano FIVB, którego pierwszym prezesem został Romuald Wirszyłło. Także w kolejnych latach na zaproszenie AZS Warszawa do Polski przyjeżdżały zespoły ze środkowej i wschodniej Europy.
W 1952 roku dochodzi do reformy, w wyniku której w tym samym roku przestaje istnieć zespół męski, zaś rok później rozwiązany zostaje zespół kobiecy. Większość zawodników rozwiązanych sekcji od tego momentu znajduje miejsce w kołach uczelnianych AZS swoich uczelni, zaś od tego momentu w nowych rozgrywkach o Mistrzostwo Polski  - Ekstraklasie mężczyzn oraz kobiet brały udział wyczynowe sekcje siatkówki z AZS-AWF, które nie miały jednak nic wspólnego z na wpół amatorskimi zespołami AZS Warszawa. Studencka warszawska siatkówka w męskim wykonaniu powróciła do rozgrywek dopiero wraz z awansem do Polskiej Ligi Siatkówki sekcji siatkarskiej Klubu Uczelnianego AZS Politechniki Warszawskiej w sezonie 2003/2004.

### Skoki do wody
Sekcja powstała, podobnie jak sekcja pływacka oraz piłki wodnej w okolicach 1923 roku. Od początku warszawska sekcja pełniła dominującą rolę w gronie akademickich ośrodków.
Sekcja bez większych sukcesów istniała zarówno w latach przedwojennych jak i po wojnie.

### Strzelectwo
Sekcja powstała po wojnie, około 1950 roku. Do Mistrzostw Polski sekcja przystąpiła w 1951 roku. W 1957 roku wielu zawodników AZS Warszawa znalazło się w kadrze narodowej. Od 1958 roku ZG AZS stopniowo zaczął ograniczać działalność sekcji strzelectwa w podlegających mu ośrodkach. 

### Szachy
Sekcja powstała prawdopodobnie jeszcze przed wojną. Po wojnie dopiero w 1954 roku sekcja zaczęła się liczyć w Polsce. W 1958 roku klub warszawski był jednym z trzech w Polsce, posiadającym tę sekcję.

### Szermierka
Sekcja powstała w 1921 roku. Znaczenie sekcja zaczęła zyskiwać dopiero od 1926 roku. W 1927 roku AZS Warszawa pokonuje utytułowany AZS Poznań w meczu szermierczym. W późniejszych latach najzdolniejszych szermierzy młodego pokolenia przejmuje WKS Legia Warszawa.

### Tenis
Sekcja powstała w drugiej połowie lat 20. XX wieku. Przez wiele lat funkcjonowała w cieniu sekcji tenisowych AZS Kraków oraz AZS Poznań i ani przed wojną, ani po wojnie nie odnotowała większych sukcesów w skali ogólnopolskiej.

### Tenis stołowy
Sekcja powstała w 1929 roku. Największym sukcesem sekcji było Mistrzostwo Warszawy przed YMCA Warszawa oraz Makkabi Warszawa. Po wojnie sekcja w ramach AZS Warszawa nie została już reaktywowana, zaś pierwszym klubem AZS wśród warszawskich uczelni, która posiadała ligową sekcję tenisa stołowego był AZS Politechnika Warszawska. Sekcja w 1957 roku występowała w II lidze.

### Wioślarstwo
Sekcja powstała w 1919 roku. Była to najlepiej rozwijająca się pod względem wyczynowym sekcja wioślarska wśród klubów AZS, zaś czołowymi zawodnikami sekcji byli studenci Politechniki i Uniwersytetu.
W okresie międzywojennym największym sukcesem sekcji była wygrana czwórki ze sternikiem w regatach z okazji 1100-lecia Uniwersytetu w Pawii. Drugim sukcesem było czwarte miejsce, składającej się wyłącznie z zawodników AZS Warszawa, ósemki w Igrzyskach Olimpijskich w Amsterdamie w 1928 roku. Dobre miejsce na Igrzyskach było zasługą angielskiego trenera Wingeatea. Na Mistrzostwach Polski między 1920 a 1939 rokiem czwórka ze sternikiem, czwórka bez sternika lub ósemka niemal zawsze stawała na podium. Kombinowane osady z zawodnikami AZS Warszawa, WTW i innych klubów zajmowały także medalowe miejsca w Mistrzostwach Europy.
Po wojnie sekcja została reaktywowana w 1946 roku, jednak przez kilka pierwszych miesięcy działalność członków sekcji skupiała się na budowie nowej przystani na Wiśle. Na dobre sekcja zaczęła działać w 1948 roku. Kolejna przystań została oddana do użytku w Warszawie w 1958 roku.

### Żeglarstwo
Sekcja powstała w 1923 roku. W 1931 roku sekcja została przemianowana na Yacht Klub AZS. Zawodnicy sekcji przez wiele lat korzystali z tych samych obiektów co wioślarze AZS Warszawa. W 1927 roku żeglarze po raz pierwszy trenowali także żeglarstwo lodowe na Wiśle. W 1934 roku sekcja zostaje zawieszona przez Polski Związek Żeglarski. Zawieszenie to nie trwało jednak długo.
W 1933 roku żeglarze AZS Warszawa reprezentowali Polskę w zawodach Tygodnia Kilońskiego, zajmując w nich szóste miejsce. W 1936 roku zawodnicy odnieśli duże sukcesy w regatach Warszawa-Modlin. W ostatnich latach przed wojną sekcja zdobyła na własność nagrodę im. Denhoffa-Czarnockiego. Klub zdążył wyszkolić kilkanaście nowych talentów żeglarskich, które w kolejnych latach stanowiły trzon reprezentacji Polski.
O ile na wodach śródlądowych AZS Warszawa nie miał sobie równych, w zawodach na otwartych akwenach najlepszy był Akademicki Związek Morski.
Po wojnie sekcja została w pełni reaktywowana na przełomie lat 40. i 50. Jednak z każdym rokiem stawało się ono w Polsce coraz bardziej wyczynowe, dlatego też AZS Warszawa przestał odgrywać przewodnią rolę w kraju.

### Podnoszenie ciężarów
Na przełomie 1973/1974 zespół ciężarowców AZS Warszawa trenował Waldemar Baszanowski.

## Prezesi klubu
| - 1919-19?? – Władysław Nadratowski - 1926 - Bohdan Domosławski - 1929-1930 - Władysław Dobrowolski - 1935-1939 - Aleksander Pilarski - 1939-1945 - klub nie funkcjonuje - 1945-1947 - Aleksander Pilarski - 1947-1949 - Zygmunt Gotard - 1955-1957 - Jerzy Kuberski (1955-1956 przewodniczący) |